# 3885 Богородський
3885 Богородський (3885 Bogorodskij) — астероїд головного поясу, відкритий 25 квітня 1979 року.
Тіссеранів параметр щодо Юпітера — 3,335.